# تروگالو (بوسنی و هرزگوین)
تروگالو (به لاتین: Troglav) یک کوه در بوسنی و هرزگوین است که در لیونو واقع شده‌است. تروگالو ۱٬۹۱۳ متر بالاتر از سطح دریا واقع شده‌است.